# Bartolomea
Bartolomea je vzácné ženské jméno aramejského původu, ženská varianta jména Bartoloměj. Vyskytuje se zejména v Itálii, ani tam však není běžné. K roku 2014 žilo na světě přibližně 1 061 nositelek jména Bartolomea, z toho nejvíce v Itálii (805) a na Filipínách (137). Jméno bylo používáno zejména ve středověku.
Svatá Bartolomea Capitanio byla italská řeholnice, žijící v 19. století, svatořečena byla roku 1950 papežem Piem XII.

## Významné osobnosti
- Bartolomea Acciaiuoli – manželka Teodora I. Palaiologa, despoty v Morejském despotátu
- blahoslavená Maria Bartolomea Bagnesi – italská katolička, členka Třetího řádu svatého Dominika
- svatá Bartolomea Capitanio – italská řeholnice
- Bartolomea Fregoso – italská šlechtična
- Bartolomea Mattugliani – italská básnířka